# Dio è altrove
Dio è altrove è il quarto album di inediti di Marco Ongaro.

## Descrizione
Quarto album di Marco Ongaro che segna il ritorno alle incisioni in studio con canzoni cantate da lui stesso, dopo il lavoro come autore fatto per gli album Lasciatemi vivere (2000) di Grazia de Marchi e Shakespeariana (2001) di Giuliana Bergamaschi.  
È un disco di impronta folk-rock con preminenza chitarristica del solista della band La scorta, Roby Ceruti. L'autore ha dichiarato che "Dio è altrove è un album sulla memoria, sull'attacco dell'oblio e della barbarie agli ultimi baluardi della civiltà".

## Tracce
Testi e musiche di Marco Ongaro.
1. Dio è altrove – 4:13
2. Sognare dormire forse svegliarsi – 3:37
3. Tutto è secondario – 2:41
4. Ligabue – 4:29 (testo: M. Ongaro – musica: M. Ongaro/R. Ceruti)
5. Predestinati – 3:23
6. Ginevra – 3:22
7. Merlino – 6:02
8. Dalla chitarra al piano – 4:00
9. L'infermiere – 5:22 (testo: M. Ongaro – musica: M. Ongaro/R. Ceruti)
10. Il conte Max di Genova – 4:36 (testo: M. Ongaro – musica: M. Ongaro/R. Ceruti)

## Formazione
- Marco Ongaro - voce, armonica a bocca
- Davide Rossi - basso
- Fabio Cobelli - batteria
- Moreno Piccoli - tastiere
- Roby Ceruti - chitarre

Musicisti ospiti
- Stefano Bersani in Tutto è secondario: chitarra acustica
- Luca Olivieri in Dalla chitarra al piano - chitarra country
- Giuliana Bergamaschi in Ginevra e Merlino - cori

Arragiamenti e direzione artistica: Roby Ceruti